# Stanisław Szymecki

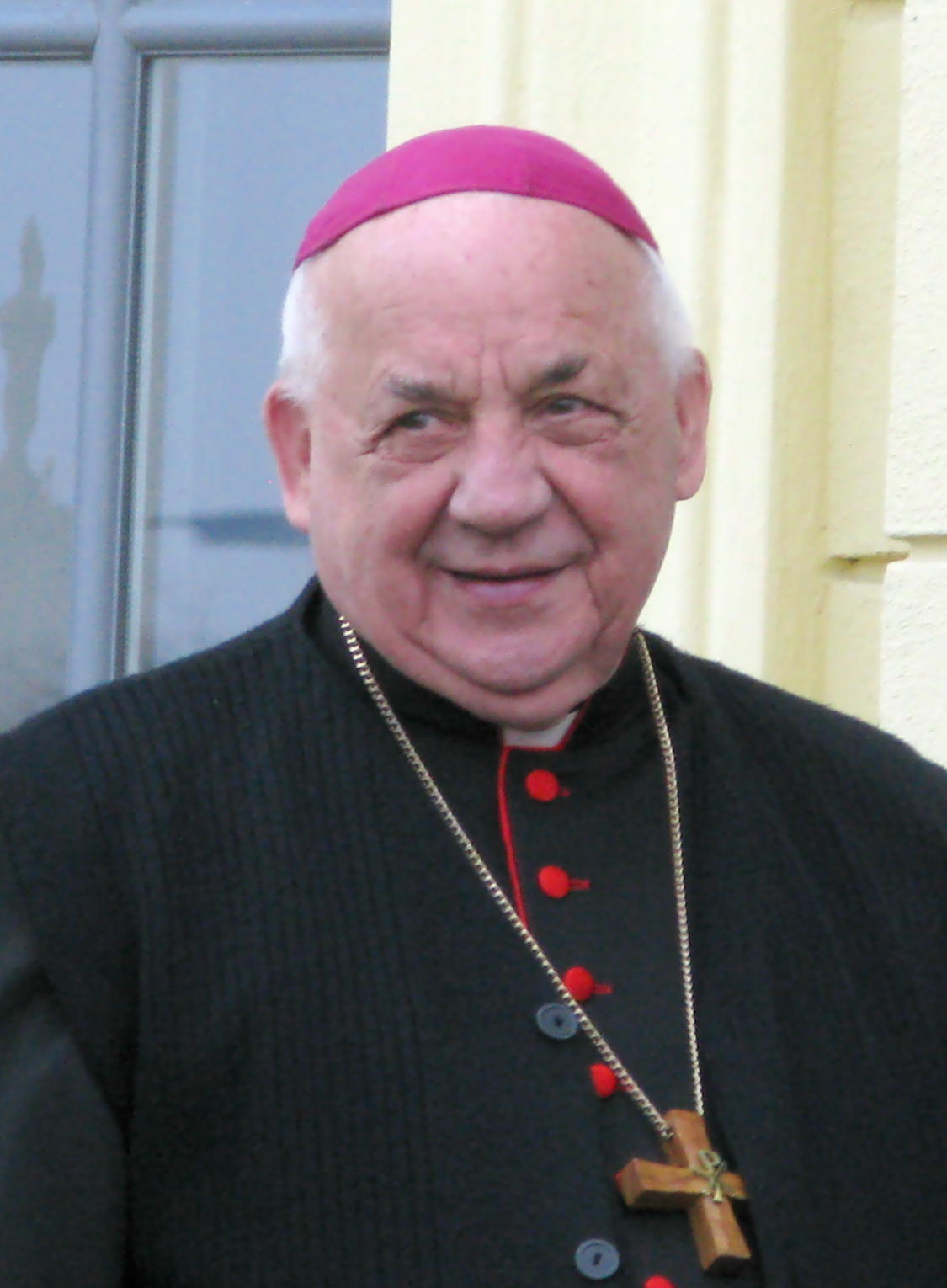
Stanisław Szymecki (2008)

Stanisław Szymecki (* 26. Januar  1924 in Załęska Hałda, heute Katowice, Woiwodschaft Schlesien; † 26. September 2023 in Białystok) war Erzbischof von Białystok.

## Leben
Als Kind wanderte Stanisław Szymecki mit seinen Eltern und Geschwistern nach Frankreich aus. Nach seiner Schulzeit und Studium im Priesterseminar in Paris empfing er am 3. Mai 1947 die Diakonweihe. An dieser Feierlichkeit nahm auch der Apostolische Nuntius in Frankreich, Angelo Roncalli, der spätere Papst Johannes XXIII., teil.
Am 3. Juli 1947 empfing er in der Kapelle des polnischen Seminars in Paris die Priesterweihe durch den Erzbischof von Reims, Emmanuel Célestin Kardinal Suhard.
1948 nach Polen zurückgekehrt, ging er in die Gemeindeseelsorge im Bistum Kattowitz. Er war Vikar in den Pfarreien der Erzdiözese (1948–1949) und anschließend Kaplan von Bischof Stanisław Adamski (1949–1957). 1961 promovierte er in Fundamentaltheologie am Institut Catholique de Paris. Von 1968 bis 1978 war er Rektor des Höheren Schlesischen Theologischen Seminars in Krakau. Zu dieser Zeit entstanden freundschaftliche Beziehungen zum damaligen Metropolerzbischof von Krakau, Kardinal Karol Wojtyła, später Papst Johannes Paul II.
Papst Johannes Paul II. ernannte ihn am 27. März 1981 – nach einem einjährigen Aufenthalt in der polnischen katholischen Mission in Frankreich – zum Bischof von Kielce und spendete ihm am 12. April desselben Jahres in der Sixtinischen Kapelle die Bischofsweihe; Mitkonsekratoren waren Szczepan Wesoły, Weihbischof in Gniezno, und Jan Gurda, Weihbischof in Kielce. Er übernahm das Wort „Diliges“ (Du sollst lieben) als seinen bischöflichen Wahlspruch.
Am 15. Mai 1993 wurde er zum Erzbischof und Metropoliten von Białystok ernannt.
Er engagierte sich für den Seligsprechungsprozess von Pater Michał Sopoćko. Er gründete neue Dekanate von Białystok Śródmieście und Białystok Wschód sowie neue Pfarreien. Er begründete das Theologiestudium in Białystok, das Erzdiözesanmuseum und den Katholischen Rochy-Rat. Er setzte sich für die neue Abteilung für Katholische Theologie an der Universität Bialystok ein. Darüber hinaus gründete er die Diözesanzeitschrift „Czas Miłosierdzia“ (heute die Monatszeitschrift „Drogi Miłosierdzia“) und das Erzdiözesanradio „Miłosierdzie“ (heute „Radio i“). Am 15. Juni 1998 erhielt Stanisław Szymecki die Ehrenbürgerschaft der Stadt Białystok, die er als Erster „Stadt der Barmherzigkeit“ nannte.
Im polnischen Episkopat war Szymecki unter anderem als Vorsitzender der Kommission Iustitia et Pax und der Kommission für Theologische Seminare, Delegierter der Polnischen Bischofskonferenz zur Zusammenarbeit mit der ständigen Kommission für die Verteilung der Priester in der Welt sowie Berater der Kongregation für Katholisches Bildungswesen und Mitglied der polnischen bischöflichen Kleruskommission tätig. 1987 und 1990 nahm er an den Bischofssynoden in Rom teil. Am 16. November 2000 nahm Papst Johannes Paul II. sein altersbedingtes Rücktrittsgesuch an. Er verstarb am 26. September 2023 in Białystok.
Stanisław Szymecki war Großoffizier des Ritterordens vom Heiligen Grab zu Jerusalem.

## Einzelnachweis
1. 1 2 3 4 5  Zmarł białostocki arcybiskup senior Stanisław Szymecki. In: radio.bialystok.pl. 26. September 2023, abgerufen am 26. September 2023 (polnisch).